# فرودگاه شهرستان ناپا
فرودگاه ناپا کانتی (به انگلیسی: Napa County Airport) یک فرودگاه همگانی و نظامی با کد یاتا APC است که یک باند فرود بتن دارد و طول باند آن ۱۵۲۶ متر است. این فرودگاه در شهر شهرستان ناپا کشور ایالات متحده آمریکا قرار دارد و در ارتفاع ۱۱ متری از سطح دریا واقع شده‌است.